# János Feketeházy
Dans le nom hongrois Feketeházy János, le nom de famille précède le prénom, mais cet article utilise l’ordre habituel en français János Feketeházy, où le prénom précède le nom.
 (novembre 2023).
Si vous disposez d'ouvrages ou d'articles de référence ou si vous connaissez des sites web de qualité traitant du thème abordé ici, merci de compléter l'article en donnant les références utiles à sa vérifiabilité et en les liant à la section « Notes et références ».
János Feketeházy, né le 16 mai 1842 et décédé le 18 janvier 1886 ou le 31 octobre 1927 à Vágsellye/Šaľa, est un architecte et ingénieur hongrois, connu essentiellement pour la construction de ponts (Szabadság híd) et de structures métalliques (Gare de Budapest-Keleti, Opéra d'État hongrois).